# Карабулацький сільський округ (Сайрамський район)
Карабула́цький сільський округ (каз. Қарабұлақ ауылдық округі, рос. Карабулакский сельский округ) — адміністративна одиниця у складі Сайрамського району Туркестанської області Казахстану. Адміністративний центр та єдиний населений пункт — село Карабулак.
Населення — 51568 осіб (2021; 35301 у 2009, 28669 у 1999, 21406 у 1989).
Станом на 1989 рік існувала Карабулацька сільська рада (села Карабулак, Кожакорган, Норжанкорган). Пізніше села Кожакорган та Нуржанкорган (колишнє село Норжанкорган) утворили окремий Ариський сільський округ.

## Склад
До складу округу входять такі населені пункти:
| Населений пункт  | Колишні назви | Населення, осіб (1989) | Населення, осіб (1999) | Населення, осіб (2009) | Населення, осіб (2021) |
| ---------------- | ------------- | ---------------------- | ---------------------- | ---------------------- | ---------------------- |
| Карабулак, село  | -             | 21406                  | 28669                  | 35301                  | 51561                  |
| --озеро Кулькент | -             | -                      | -                      | -                      | 7                      |